# Riva Starr
Riva Starr, født Stefano Miele, er en italiensk techno-producer.